# Florø Fotball
Il Florø Fotball è una società calcistica norvegese con sede nella città di Florø. Milita nella 3. divisjon, quarto livello del campionato norvegese. Fa parte della polisportiva Florø Sportsklubb.

## Storia
La società è nata dalla fusione tra Florø Sportsklubb e Tempo, nel 2011. Militante in 2. divisjon nel campionato 2016, in data 15 ottobre il Florø si è aggiudicato la promozione in 1. divisjon grazie al successo per 2-0 maturato contro il Nest-Sotra, che ha garantito la vittoria finale del proprio girone.

## Palmarès

### Competizioni nazionali
- 2. divisjon: 1

2016 (gruppo 3)
- 3. divisjon: 1

2013 (gruppo 8)

## Organico

### Rosa 2018
| N. |                      | Ruolo | Calciatore            |
| -- | -------------------- | ----- | --------------------- |
| 3  | Norvegia (bandiera)  | D     | Dejan Corovic         |
| 4  | Norvegia (bandiera)  | C     | Dino Omerović         |
| 5  | Norvegia (bandiera)  | D     | Christer Husa         |
| 6  | Norvegia (bandiera)  | D     | Runar Hove            |
| 8  | Australia (bandiera) | C     | Luc Jeggo             |
| 9  | Fær Øer (bandiera)   | C     | Patrik Johannesen     |
| 10 | Danimarca (bandiera) | A     | Lorent Callaku        |
| 11 | Norvegia (bandiera)  | A     | Oliver Rotihaug       |
| 12 | Georgia (bandiera)   | C     | Otar Javashvili       |
| 14 | Norvegia (bandiera)  | C     | Kristoffer Ryland     |
| 15 | Norvegia (bandiera)  | D     | Andre Frøyen Reksten  |
| 16 | Norvegia (bandiera)  | C     | Simen Reksten Solheim |
| 18 | Uganda (bandiera)    | C     | Kaddu Aton            |

| N. |                          | Ruolo | Calciatore           |
| -- | ------------------------ | ----- | -------------------- |
| 19 | Senegal (bandiera)       | C     | Alioune Ndour        |
| 20 | Norvegia (bandiera)      | A     | Vegard Savland       |
| 21 | Norvegia (bandiera)      | C     | Torje Naustdal       |
| 22 | Norvegia (bandiera)      | C     | Erik Eikeng          |
| 23 | Norvegia (bandiera)      | C     | Halvor Solheim-Olsen |
| 24 | Norvegia (bandiera)      | C     | Robert Kling         |
| 25 | Norvegia (bandiera)      | C     | Peter Aase           |
| 30 | Paesi Bassi (bandiera)   | P     | Renze Fij            |
| 37 | Norvegia (bandiera)      | D     | Vegar Gjermundstad   |
| 97 | Nuova Zelanda (bandiera) | A     | Moses Dyer           |
| 98 | Norvegia (bandiera)      | C     | Eirik Høydal         |
| 99 | Norvegia (bandiera)      | C     | Stefan Aase          |